# Parforcehaus

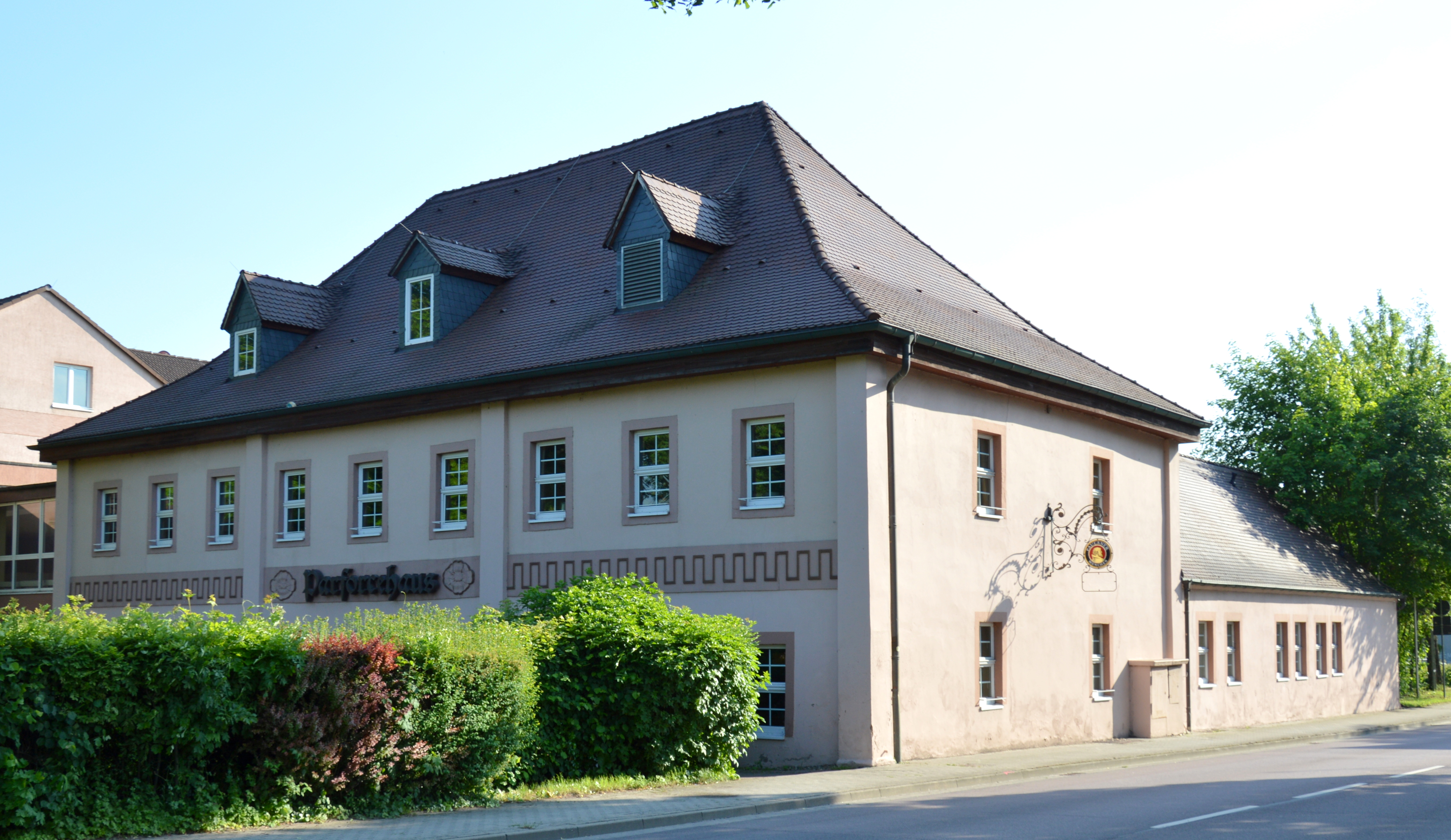
Parforcehaus, 2017

Das Parforcehaus ist ein denkmalgeschütztes Hotel in Bernburg in Sachsen-Anhalt.

## Lage
Es befindet sich am östlichen Ende der Aderstedter Straße auf deren Südseite an der Adresse Aderstedter Straße 1, unmittelbar an der Einmündung der von Aderstedt und Ilberstedt auf die Krumbholzallee einmündenden Landstraßen. Gegenüber liegt die Ausflugsgaststätte „Weidmannsheil“. Etwas weiter südöstlich mündet die Wipper in die Saale.

## Architektur und Geschichte
Das zweigeschossige Parforcehaus wurde im Jahr 1728 als Jagdhaus durch Fürst Viktor II. Friedrich von Anhalt-Bernburg errichtet und diente für Jagden im angrenzenden Auwald. Die Jagden fanden bis 1752 statt. In der Mitte des 18. Jahrhunderts wurde eine Fasanerie gebaut. 1872 stimmte der Anhaltische Landtag dem Verkauf des Hauses an den Gastwirt Theodor Schröter zu, der es aber nur kurze Zeit führte. Schon für das Jahr 1879 wird als Inhaber ein W. Ohlhoff genannt. Das Parforcehaus wurde zu einem beliebten Ausflugslokal für das nahe Bernburg.
1993 wurde das Objekt zu einem 4-Sterne-Hotel umgebaut und ergänzend ein modernes Bettenhaus errichtet. Das als Parkhotel betriebene Haus verfügte über sieben Suiten, 104 Zimmer und Tagungsräume. Zum 1. Dezember 2015 wurde das Hotel dann in eine Flüchtlingsunterkunft mit einer Aufnahmekapazität von 400 Personen umgewandelt. Im Dezember 2019 begannen umfangreiche Renovierungsarbeiten. Seit Mai 2020 wird das Parforcehaus wieder als Hotel mit 87 Zimmern, Restaurant, Konferenz-, Wellness- und Fitnessbereich unter dem Namen "SL'otel im Parforcehaus" betrieben.
Im Denkmalverzeichnis für die Stadt Bernburg ist das Gasthaus unter der Erfassungsnummer 094 97925 als Baudenkmal eingetragen.
Das Parforcehaus gilt als wichtiges Zeugnis der Barockarchitektur Bernburgs und des fürstlichen Jagdwesens.